# 善通寺バイパス

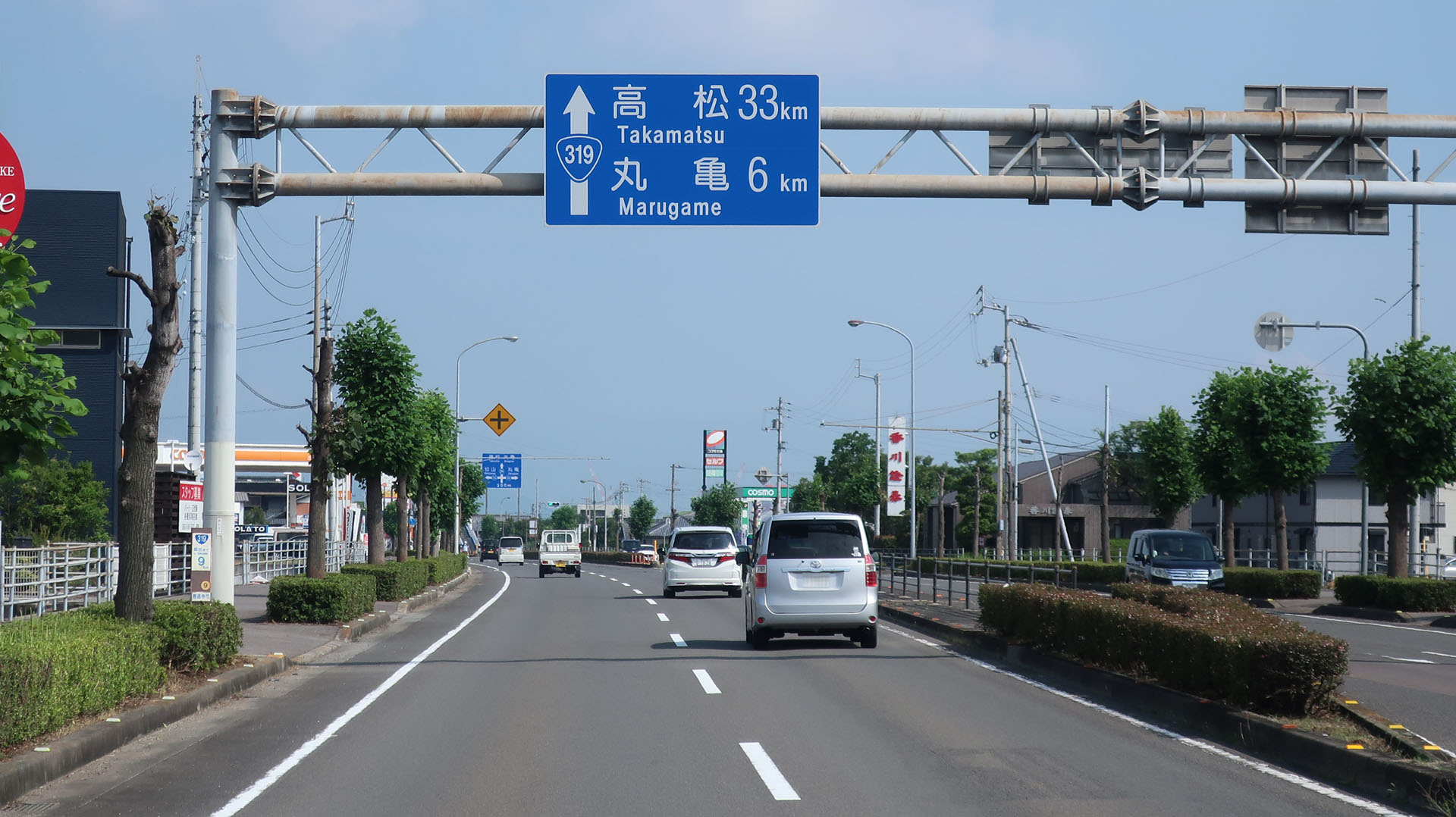
善通寺バイパス
香川県善通寺市原田町

善通寺バイパス（ぜんつうじバイパス）は、香川県丸亀市原田町から善通寺市大麻町に至る延長7.5kmの国道319号バイパスである。

## 概要
現在は、丸亀市原田町から善通寺市生野町までのバイパス部（L=4.7km）を完成4車線で供用している。

### 路線データ
- 起点：丸亀市原田町（原田西交差点＝国道11号坂出丸亀バイパス交点）[1]
- 終点：善通寺市大麻町[1]
- 延長：7.5km[1]
- 規格：（1工区）第4種第1級 （2工区）第3種第2級[1]
- 車線数：4車線[1]
- 道路幅員：（1工区）30.0m（2工区）25.0m[1]
- 車線幅員：3.5m[1]
- 設計速度：60km/h[1]
- 制限速度：50km/h

## 沿革
- 1974年（昭和49年）度 事業化[1]
- 1980年（昭和55年）12月23日、都市計画決定[2]
- 1981年（昭和56年）度 用地着手[1]
- 1983年（昭和58年）度 工事着手[1]
- 1987年（昭和62年）12月10日 高松自動車道善通寺IC供用開始にあわせ、丸亀市原田町〜善通寺市金蔵寺町（L=0.7km）の供用開始（このうち、原田西交差点 - 原田東交差点間は国道11号バイパスとして供用）[3]。
- 1992年（平成4年）3月25日 善通寺市金蔵寺町〜同市与北町（L=1.9km）の供用開始[3]。同時に開通した香川県道24号善通寺大野原線を介して現道と連絡。
- 1992年（平成4年）10月6日、 都市計画変更[2]
- 2003年（平成15年）4月1日 国道11号坂出丸亀バイパスの延長にともない、原田西交差点 - 原田東交差点間が国道319号単独区間となる
- 2007年（平成19年）4月14日 善通寺市与北町〜同市生野町間（L=2.1km）の供用開始[4]

## 通過する自治体
- 丸亀市 - 善通寺市

## 当該道路の位置関係
- （高松方面） - 坂出丸亀バイパス - 善通寺バイパス - 国道32号 - （高知方面）

## 備考
- 現在までにバイパス区間の4.7kmを全線供用している。残る現道拡幅区間の善通寺市生野町〜同市大麻町（L=2.8km）の拡幅時期は未定となっている。

## 主な構造物
- 善通寺大橋